# Most kolejowy na linii średnicowej w Krakowie
Most kolejowy na linii średnicowej – most kolejowy w Krakowie na Wiśle, pomiędzy przystankiem kolejowym Kraków Grzegórzki a przystankiem kolejowym Kraków Zabłocie.
Leży na trasie linii kolejowej nr 91 łączącej stację Kraków Główny ze stacją Medyka i linii kolejowej nr 629 łączącej stacje Kraków Główny i Kraków Bieżanów.
Pierwszy most, o drewnianej konstrukcji, wybudowali w tym miejscu Austriacy w 1856 roku. Znajdował się on na trasie linii kolejowej austriackiej Cesarsko-Królewskiej Wschodniej Kolei Państwowej (k.k. Őstliche Staatsbahn). Linia ta, Kraków-Dębica, otwarta została 20 lutego 1856 i miała 110 km długości, w następnych latach przedłużano ją: do Rzeszowa (1858), do Przemyśla (1860), do Lwowa (1861) i w 1869 do Brodów.
W 1864 roku wybudowano stały most stalowy. Dwutorowa konstrukcja miała 5 przęseł o rozpiętości 35,40 m. W 1884 roku miał miejsce remont i wymiana konstrukcji stalowej.
W styczniu 1945 roku został wysadzony (podobnie jak inne mosty w Krakowie) przez wycofujące się z Krakowa, wojska niemieckie. W tymże roku odbudowany przez wojska radzieckie.
W 1988 roku przeprowadzono remont i wymianę przęseł mostu wykonane przez Zakład Budowy Mostów PKP.
Do 2023 most miał długości 212,4 m, był dwutorowy, konstrukcji stalowej blachownicowej, pod każdym torem oddzielnej. Miał sześć przęseł, każde o długości 35,4 m. W 2023 ukończono nową konstrukcję, obejmującą trzy mosty: jeden dwutorowy i dwa jednotorowe oraz trzy przęsła łukowe, z których najdłuższe ma 116 metrów długości i 18 metrów wysokości.
W latach 2020–2023 w ramach mostu wybudowano kładkę pieszo-rowerową, otwartą 10 czerwca 2023. 3 lipca 2025 kładce nadano nazwę Most Podgórzanek.

## Galeria

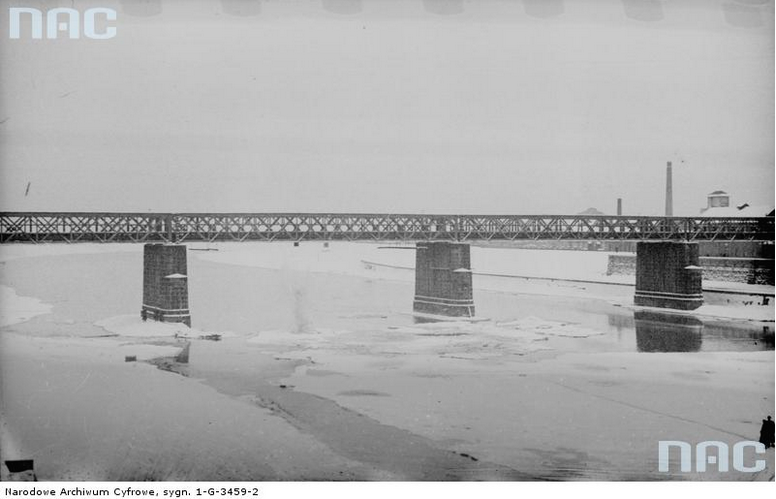
Most w okresie międzywojennym
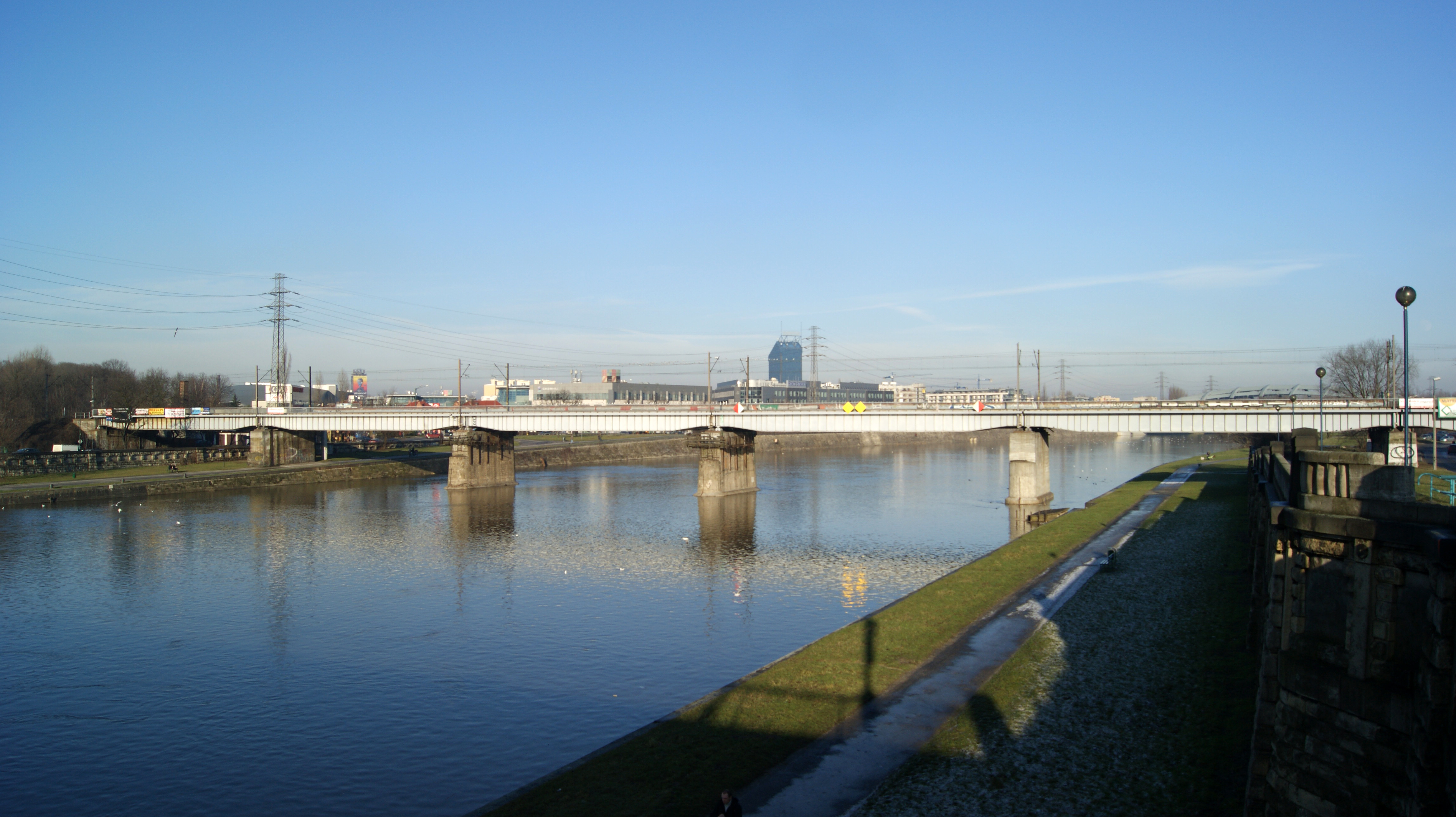
Most w 2011 roku
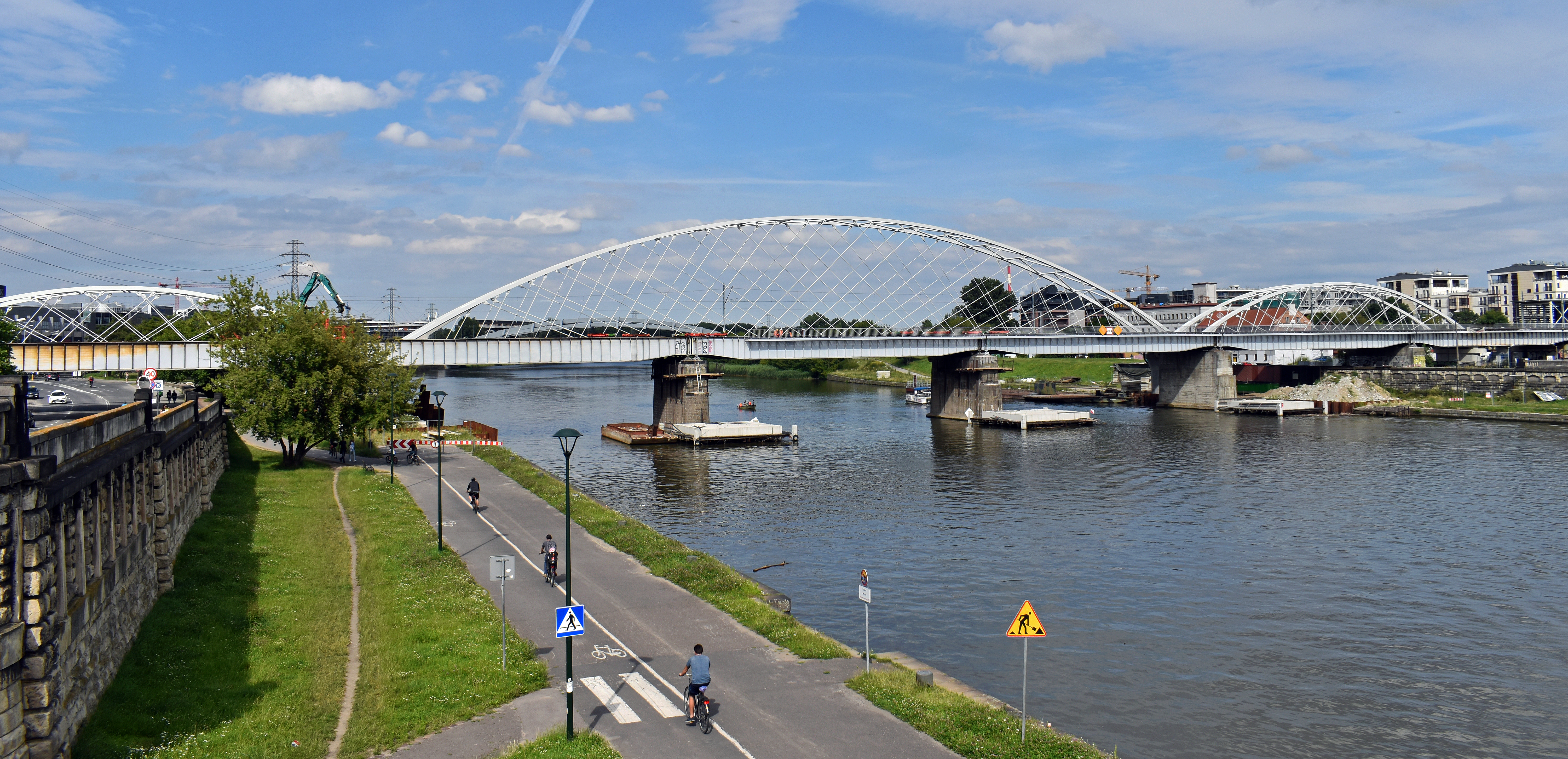
Przebudowa, demontaż starych przęseł (2020)
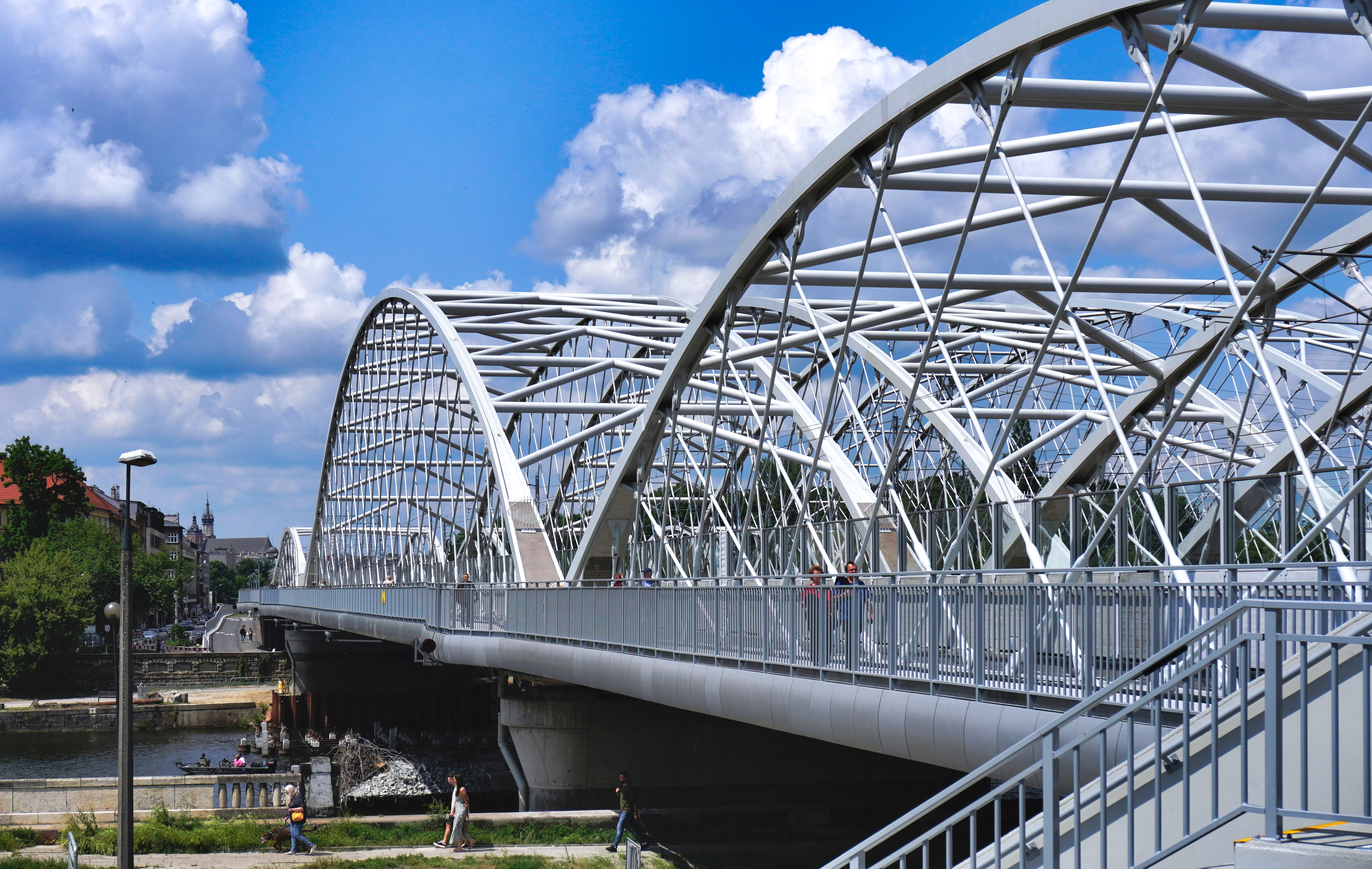
Nowy most kolejowy, widok od Zabłocia (2023)
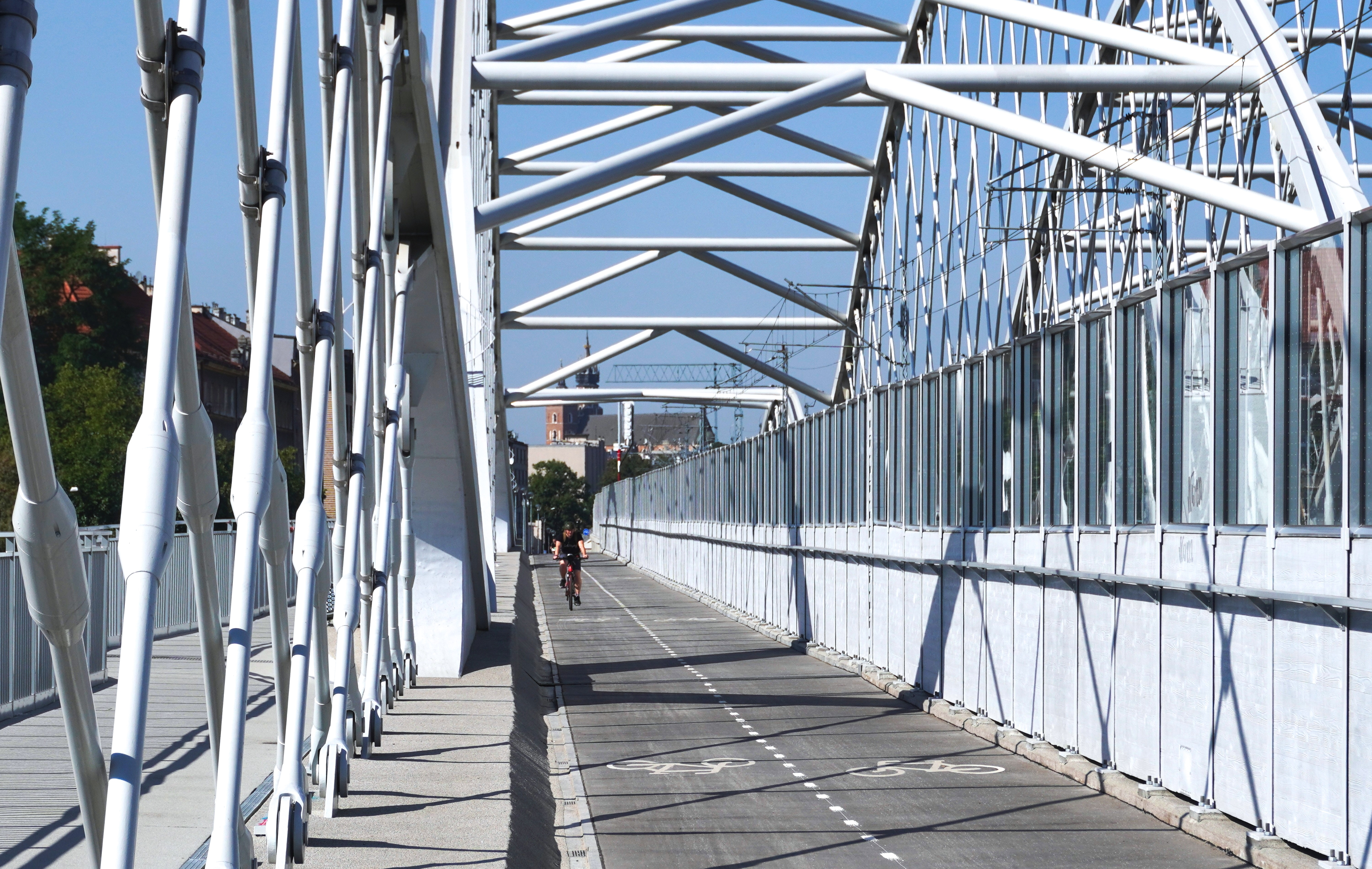
Droga rowerowa i chodnik na nowym moście kolejowym